# Anne Bauchens
Anne Bauchens (ur. 2 lutego 1882 w Saint Louis, zm. 7 maja 1967 w Woodland Hills) – amerykańska montażystka filmowa. Pierwsza kobieta-laureatka Oscara za najlepszy montaż. Nagroda przypadła jej za film Policja konna Północnego Zachodu (1940) w reżyserii Cecila B. DeMille'a.

## Biografia
Jej rodzicami byli Luelli Bauchens (de domo Mc Kee) i Otto Bauchensa. W St. Louis uczyła się aktorstwa, gimnastyki i tańca. Jednocześnie pracowała jako telefonistka w miejscowym czasopiśmie St. Louis Post-Dispatch. Mając nadzieję na karierę na Broadwayu, wyjechała do Nowego Jorku. Wobec niepowodzenia kariery aktorskiej rozpoczęła pracę jako sekretarka. Początkowo pracowała w firmie zajmującej się nieruchomościami, ta jednak zbankrutowała. W 1912 r. zatrudniła się jako sekretarka u Williama de Mille'a. W tej pracy poznała jego brata, reżysera Cecila B. DeMille'a. Bauchens zaczęła pracować na planie filmowym, pomagając przy produkcji. Sama stworzyła dla siebie stanowisko – była osobą opisującą każdy szczegół filmowego ujęcia po to, by można było łatwiej je dopasować w trakcie montażu. Interesowała się też samym procesem montowania filmu.
W 1917 r. Cecil DeMille poprosił Bauchens, by pomogła mu przy filmie We can't have everything – miała zastąpić asystenta reżysera, który przestał pracować przy produkcji. Bauchens zgodziła się. Pracowała asystując na planie, a następnie pomagała przy montażu. Jej pomysły spodobały się DeMille'owi, który zaproponował jej pracę montażystki. Dotychczas DeMille, po złych doświadczeniach ze swoich pierwszych dwóch filmów, osobiście zajmował się montażem wszystkich swoich dzieł. Jednak od tego czasu zajmowała się tym Bauchens. Łącznie ich współpraca trwała ok. 40 lat. W tym czasie Anne zmontowała 39 filmów DeMille'a.
Bauchens była niezwykle lojalna wobe DeMille'a, a on sam czuł się bardzo dobrze pracując z nią. Studio zmuszało ją do pracy z innymi reżyserami, jednak tylko 20 zmontowanych przez nią filmów nie było filmami DeMille'a (inni reżyserzy, z którymi pracowała to m.in. Victor Fleming, William Dieterle i Mitchell Leisen). De Mille, podczas swojej pracy dla Paramount, nie zgadzał się na zatrudnienie innego montażysty. Negocjucjąc swoje kontrakty, zawsze upewniał się, że montażem filmu zajmie się Bauchans – nie zgadzał się na pracę z nikim innym. Twierdził, że powodowane jest to nie kwestiami sentymentalnymi, ale faktem, że Bauchens jest najlepszą montażystką, jaką zna.
Była niezwykle pracowita – potrafiła pracować po kilkanaście godzin na dobę (nawet mając już ponad 70 lat), montując długie, złożone filmy DeMille'a. Ze względu na swoją wytrzymałość nosiła przezwisko "Trojan Anne". Choć była osobą małomówną, była też bardzo pewna swoich umiejętności, uparta i miała odwagę walczyć o swoje pomysły z DeMillem, który również uchodził za upartego. Jeśli się nie zgadzali, spierali się tak długo, aż jedno z nich wygrywało.
Do jej prac należał m.in. montaż filmu Dziesięcioro przykazań. Ten nakręcony za pomocą 16 kamer film, wymagał dużego nakładu pracy – Bauchens musiała zmontować materiał obejmujący 100 000 stóp (30,48 km) taśmy filmowej tak, aby skrócić go do 12 000 stóp (ok. 3,6 km). DeMille nazwał pracę ponad 70-letniej wówczas Bauchens jednym z najtrudniejszych procesów montażowych w historii kinematografii.
Po śmierci DeMille'a w 1959 Bauchens przeszła na emeryturę. Zmarła w 1967 na zapalenie płuc.

## Nagrody i nominacje
- 1934 – nominacja do Oscara za najlepszy montaż za film Kleopatra
- 1940 – Oscar za najlepszy montaż za film Policja konna Północnego Zachodu
- 1952 – nominacja do Oscara za najlepszy montaż za film Największe widowisko świata
- 1956 – nominacja do Oscara za najlepszy montaż za film Dziesięcioro przykazań[3]